# Jocelyn (kanselier)
Jocelyn (Anglo-Angevijnse Rijk, 12e eeuw – Koninkrijk Sicilië, na 1137) was een militair gouverneur in dienst van Rogier II, koning van Sicilië uit het Normandische Huis Hauteville. Hij was korte tijd (1137) kanselier van Sicilië.

## Namen
Zijn naam in het Italiaans was Gozzelino en in het Latijn Canzolinus.

## Levensloop
Jocelyn was een soldaat uit het Anglo-Angevijnse Rijk; het blijft onduidelijk of hij een Normandiër was of een Engelsman. Hij emigreerde naar Sicilië circa 1130, een land dat groter was dan het eiland Sicilië en bestuurd werd door koning Rogier II van Sicilië. Waarschijnlijk maakte hij de reis samen met Guarinus. Hij bleef aan het koninklijk Hof.
Jocelyn werd de rechterhand van Guarinus, die vanaf 1131 of 1133, de kanselier van Sicilië werd. Jocelyn droeg de titel van kamerheer voor Terra Liburiae. Dit gebied op het Zuid-Italiaanse of Siciliaanse vasteland is te omschrijven als het prinsdom Capua met steden als Capua, Aversa en Caserta. Zijn functie was zowel militair als bestuurlijk en daarom kan zijn titel kamerheer als militair gouverneur omschreven worden. In 1135 werd Jocelyn bevorderd tot procureur van het prinsdom Capua. Als procureur van Capua bleef hij de rechterhand van Guarinus, die regent van Capua was voor de minderjarige Alfons, prins van Capua en zoon van koning Rogier II. 
Heel Zuid-Italië was in de jaren 1135-1137 gekenmerkt door opstandige Normandische edelen aangestookt door paus Innocentius II en de veldtocht van keizer Lotharius III van het naburige Heilige Roomse Rijk. Jocelyn vocht mee met Guarinus in het beleg van de abdij van Monte Cassino en van Salerno (1137). Na de dood van Guarinus was hij in het jaar 1137 enkele maanden kanselier van Sicilië, totdat Robert van Selby overnam.